# Ternac
TERNAC — эмулятор троичной арифметики на двоичном компьютере, созданный Дж. Фридером в 1973 году в Университете штата Нью-Йорк в Буффало. В TERNAC были предусмотрены два формата чисел: с фиксированной точкой и с плавающей точкой. Слова с фиксированной точкой были длиной 24 трита, слова с плавающей точкой были длиной 48 тритов, 42 трита для мантиссы и 6 тритов для экспоненты.
Эмулятор TERNAC был написан на Фортране для Burroughs B1700.
Реализация эмулятора TERNAC была предпринята для того, чтобы узнать, возможна ли реализация недвоичной структуры на двоичном компьютере, и каков расход памяти и времени в такой реализации. В качестве проверки возможности эта попытка была успешной. Первая версия этой реализации доказала, что скорость и расход памяти были того же порядка, что и при двоичных вычислениях.